# Halictus asperatus
Halictus asperatus är en biart som beskrevs av Charles Thomas Bingham 1898. Halictus asperatus ingår i släktet bandbin, och familjen vägbin. Inga underarter finns listade i Catalogue of Life.